# Xian MA60
Dimensions
Le Xian MA60 (新舟60, Xīnzhōu 60, « Modern Ark 60 ») est un bi-turbopropulseur de transport commercial chinois construit par Xi'an Aircraft Industrial Corporation. Cette version allongée du Xian Y7-200A est très proche de l'Antonov An-26.

## Accidents
Le 11 janvier 2009, un MA60 [RP-C8893] de la compagnie philippine Zest Airways effectuant un vol régulier depuis Manille se pose trop court à l'atterrissage à Caticlan (nord-ouest de l'île de Panay), dérape et percute un mur en béton. 22 des 27 personnes à bord sont blessées.
Le 7 mai 2011, vingt-cinq personnes sont mortes dans l'accident d'un MA-60 en Indonésie. L'avion de la compagnie indonésienne Merpati a plongé dans la mer à environ 500 mètres de la piste alors qu'il était en phase d'atterrissage à l'aéroport de Kaimana (en), une petite ville de Papouasie occidentale.

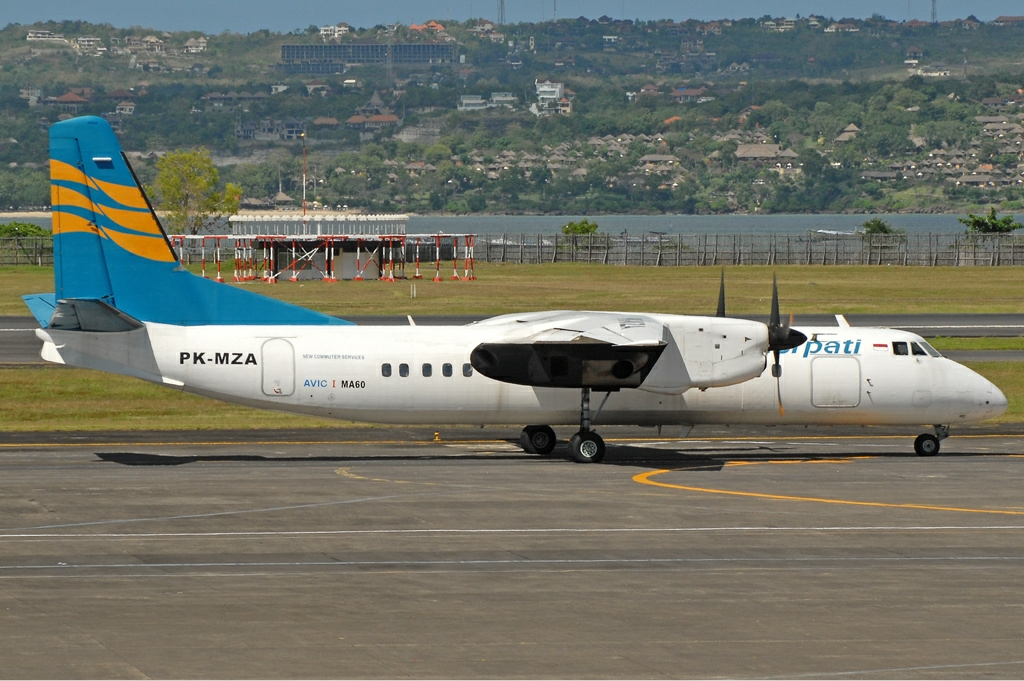
Un MA-60 de Merpati Nusantara Airlines en 2010.

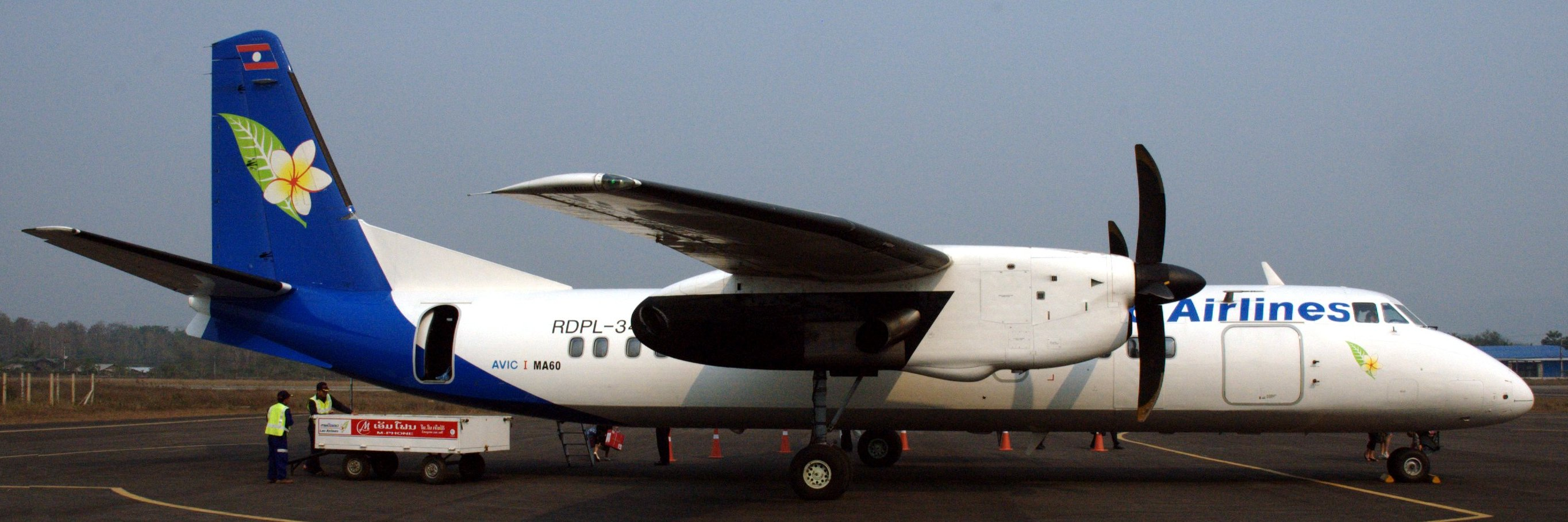
Un MA-60 de Lao Airlines à l'aéroport de Louang Namtha en 2009.

Le 10 juin 2013, un MA60 de la compagnie indonésienne publique Merpati Nusantara a atterri sur le ventre à l'aéroport de Nusa Tenggara Est (est de l'Indonésie), blessant légèrement deux des 46 passagers et six membres d'équipage.
Le 10 mai 2015, un MA60 de la compagnie JoyAir (immatriculé B-3476) en provenance de Yiwu sort de piste à l'aéroport de Fuzhou à la suite de l'éclatement d'un pneu à l'atterrissage. Trois personnes, sur les 45 passagers et sept membres d'équipage, ont été blessées. Les deux ailes de l'appareil ont été arrachées.